# ヘンドリック・ファン・バーレン
ヘンドリック・ファン・バーレン (Hendrik van Balen, 1575年 – 1632年)は、フランドルのバロック期に活躍した画家。

## 生涯
ヘンドリック・ファン・バーレンはアントワープに生まれた。アダム・ファン・ノールトの元で修業し、イタリアへ旅をしてさらに学んだ。1592年にアントワープの聖ルカ組合に登録している。ファン・バーレンは神話画や大型の祭壇画を残している。また、ヤン・ブリューゲル (父)の風景画に人物像を描き込むなど、共同制作も多い。
1605年に結婚し、5人の息子と1人の娘が生まれた。息子のうちの3人、すなわちヤン・ファン・バーレン（Jan van Balen: 1611–1654）、ガスパード・ファン・バーレン（Gaspard van Balen:1615–1641）、ヘンドリック・ファン・バーレン(2世)（Hendrick van Balen: 1623–1661）が画家になり、娘は画家、テオドール・ファン・テュルデンと結婚した。
30年以上にわたってアントウェルペンに工房を運営して繁栄した。聖ルカ組合の登録簿には、26人の弟子が登録されていてその中にはアンソニー・ヴァン・ダイクやフランス・スナイデルスも含まれていた。
1613年に彼はブリューゲル (父)とルーベンスとネーデルランド北部を旅した以外は、アントウェルペンで活動した。またブリューゲルやルーベンスと共作した。

## 作品

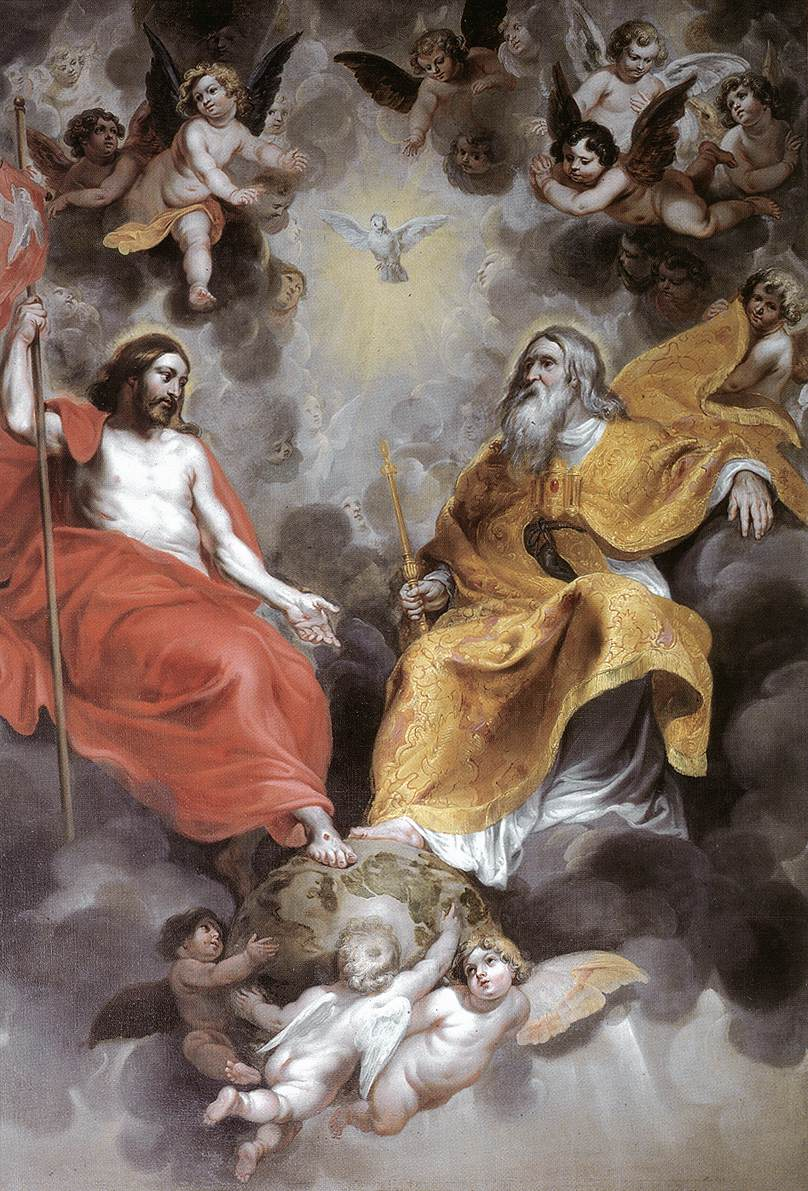
神聖なる三位一体 アントウェルペンのSint-Jacobskerk
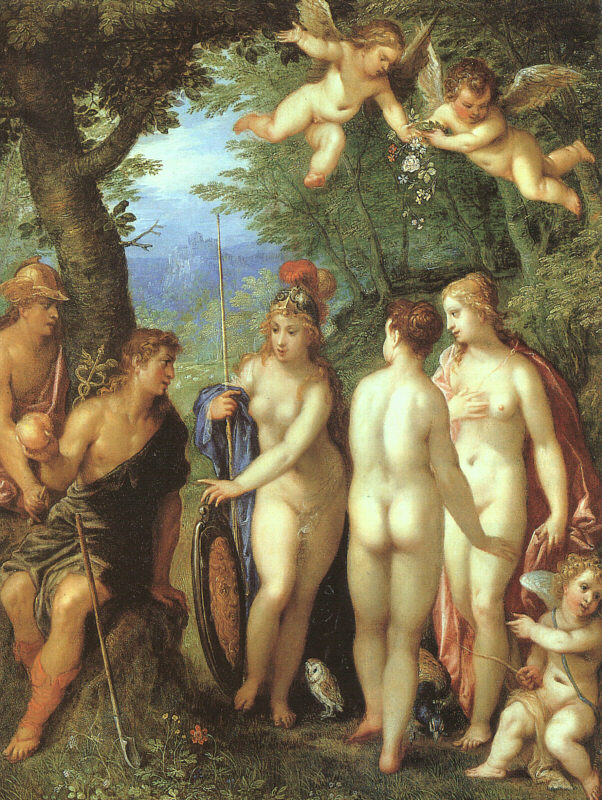
『パリスの審判』(1599)
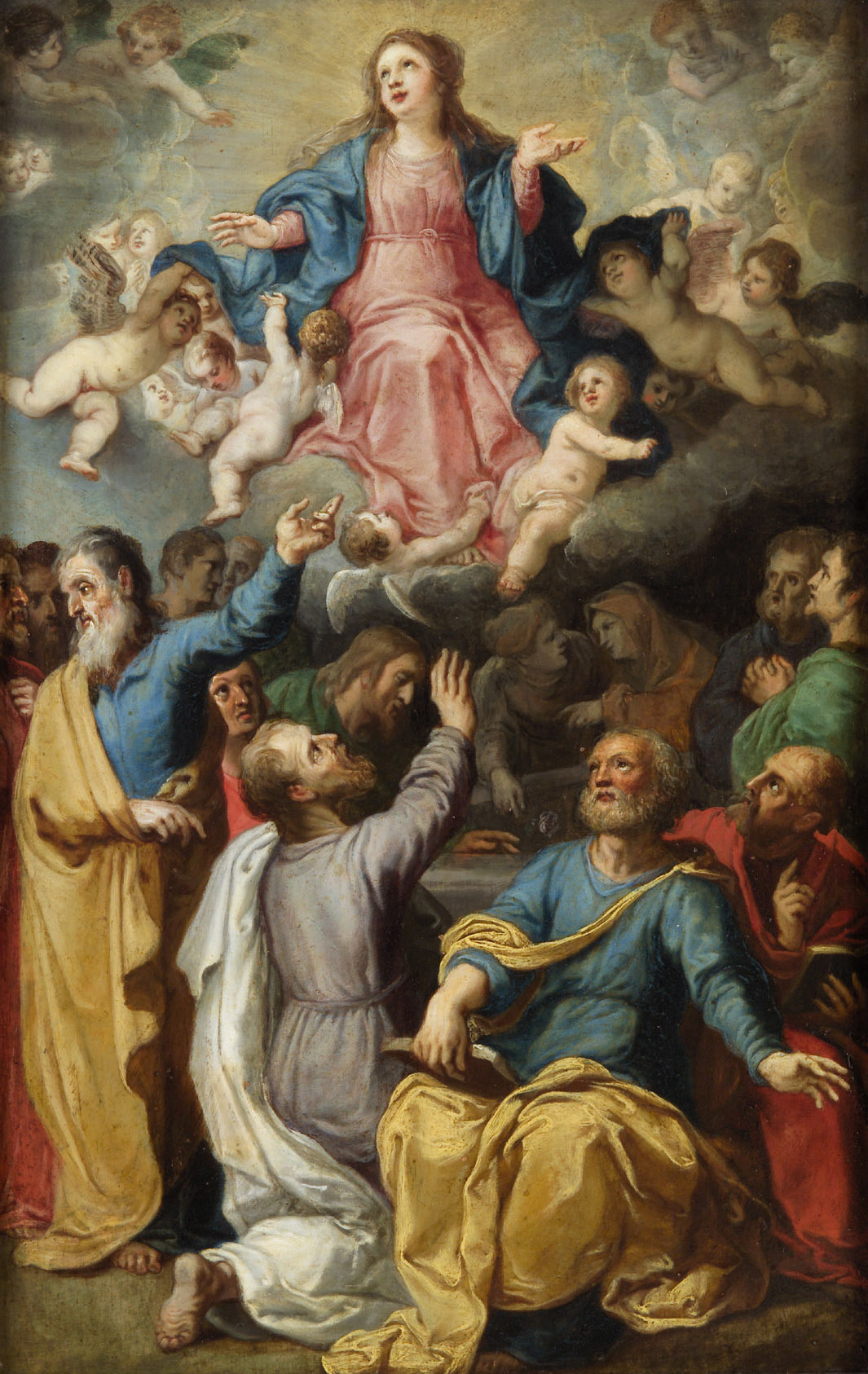
聖母の被昇天
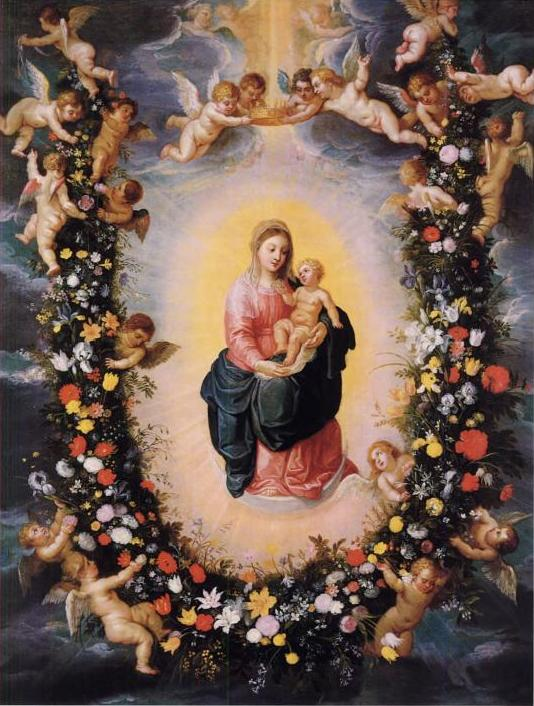
ブリューゲル (子)と共作、花環と聖母子

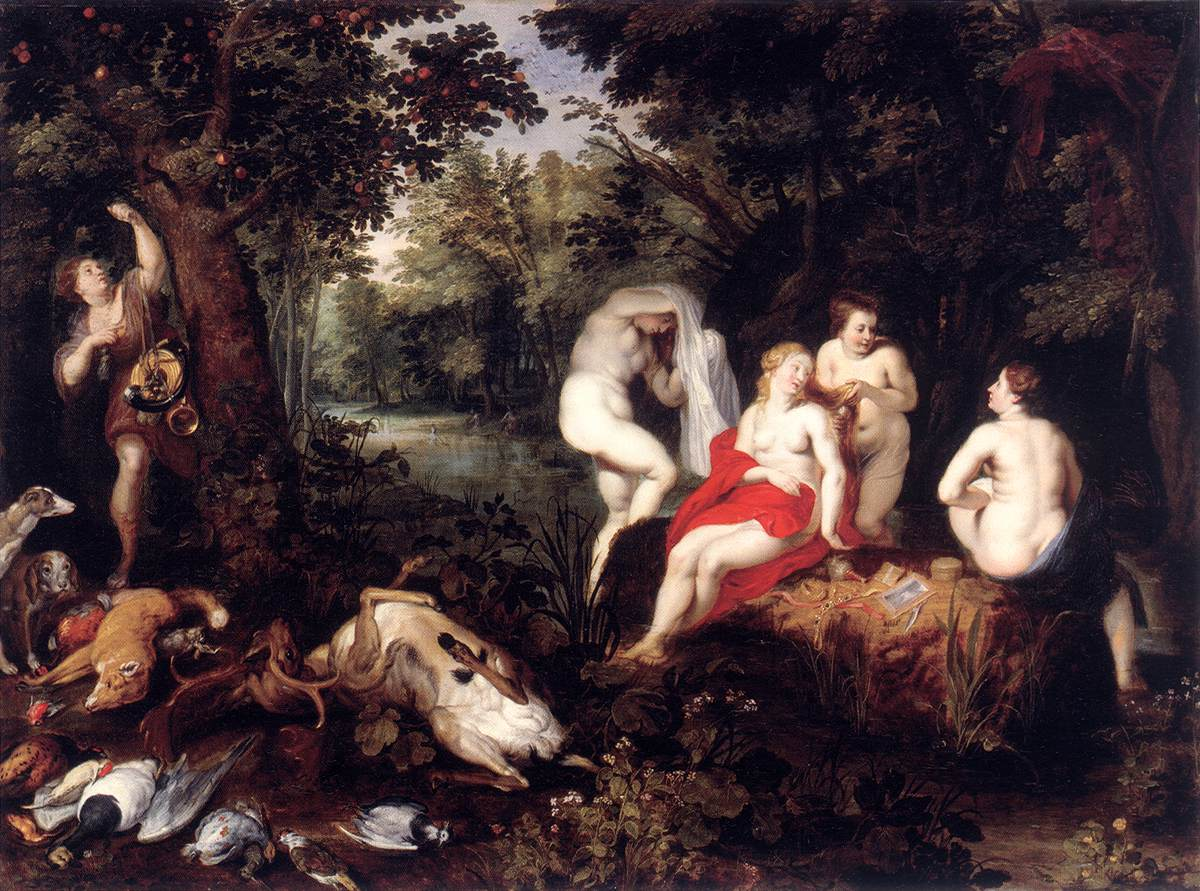
『休息を取るディアナ』
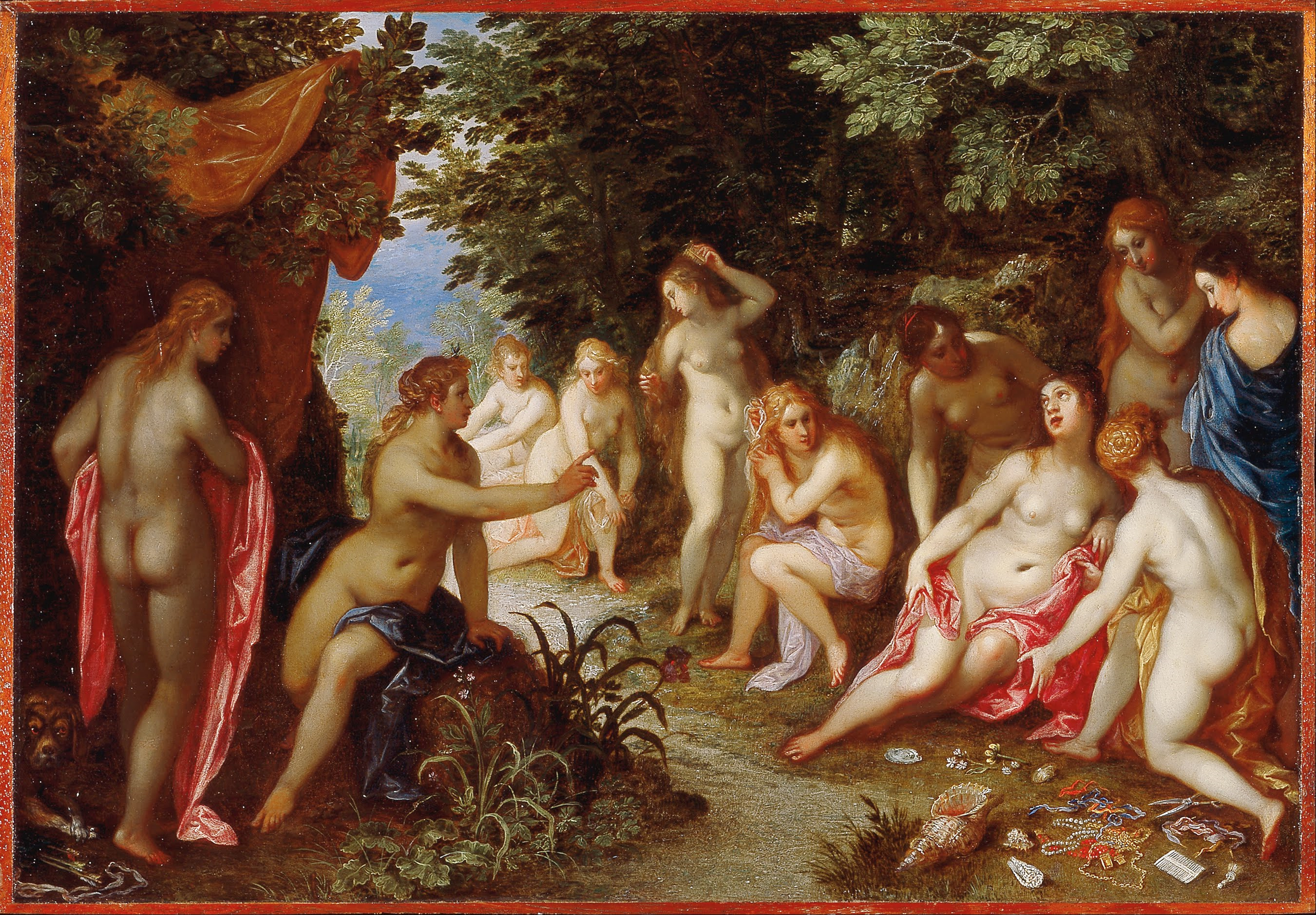
ブリューゲル (父)と共作、ディアナとカリスト
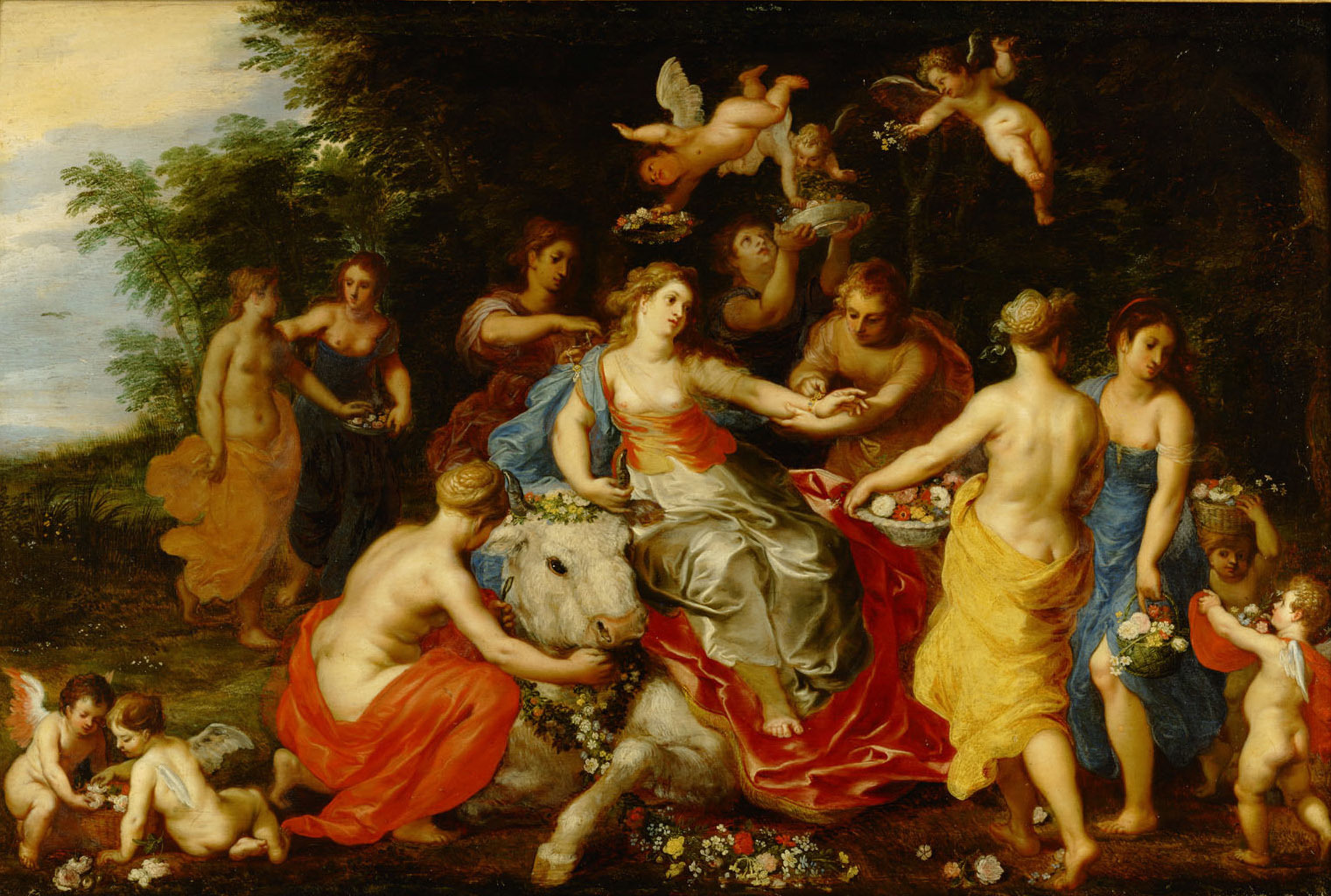
牛に乗るエウローペー

## 参照
1. ↑  Henrik van Balen biography in De groote schouburgh der Nederlantsche konstschilders en schilderessen (1718) by Arnold Houbraken, courtesy of the w:Digital library for Dutch literature
2. ↑  Hendrik van Balen in the w:RKD
3. 1 2  Carl Van de Velde, Hendrik van Balen I, in Grove Art Online  (englisch)